# Chapelle de Fresnay
La chapelle de Fresnay est une chapelle située à Plessé, en France.

## Localisation
La chapelle est située sur la commune de Plessé, dans le département de la Loire-Atlantique.

## Historique
La chapelle du château de Fresnay, ancienne demeure des Rohan, reconstruite au XVe siècle. Les peintures murales de la chapelle, remontant à la fin du XVe et du début du XVIe siècle, ont été commanditées par les Rohan.
Le monument est inscrit au titre des monuments historiques en 1997.